# Liste der Kulturdenkmäler in Harspelt
In der Liste der Kulturdenkmäler in Harspelt sind alle Kulturdenkmäler der rheinland-pfälzischen Ortsgemeinde Harspelt aufgeführt. Grundlage ist die Denkmalliste des Landes Rheinland-Pfalz (Stand: 27. Juni 2022).

## Einzeldenkmäler
| Bezeichnung                          | Lage                               | Baujahr         | Beschreibung | Bild                           |
| ------------------------------------ | ---------------------------------- | --------------- | --- | ------------------------------ |
| Katholische Pfarrkirche Maria Geburt | Dorfstraße Lage                    | 1741            | Saalbau, 1741; am Kirchhofeingang Balkenkreuz, Schiefer, wohl aus der ersten Hälfte des 19. Jahrhunderts; vier Pfarrergrabsteine, Schiefer, spätes 18. und 19. Jahrhundert | weitere Bilder Fotos hochladen |
| Wegekreuz                            | Dorfstraße, an Nr. 18 Lage         | 1819 oder 1929  | hohes, reich skulptiertes Holzkreuz, 1819 oder 1929 | Fotos hochladen                |
| Wegekreuz                            | westlich des Ortes an der L 1 Lage | 17. Jahrhundert | reliefiertes Schaftkreuz, 17. Jahrhundert | Fotos hochladen                |